# Штайн, Рик
Кристофер Ричард «Рик» Штайн (англ. Christopher Richard "Rick" Stein; род. 4 января 1947 г.) — английский кулинар, ресторатор и телеведущий. Шеф-поваром и совладелец «Rick Stein at Bannisters» в Mollymook, Новый Южный Уэльс, Австралия, а также владеет четырьмя ресторанами в Падстоу, кафе в Фалмуте, Портлевене и Ньюквайе, Корнуолл. Штайн написал несколько кулинарных книг и выпустил несколько телевизионных программ.

## Ранние годы
Кристофер Ричард Штайн имеет немецкое происхождения, родился 4 января 1947 года в Черчхилле, Оксфордшир. Родители — Эрик и Дороти Штайн. Он родился и вырос на ферме.
Штайн получил образование в Уэллс-Корте, подготовительной школе недалеко от Тьюксбери, затем в Уэллс-Хаусе, и затем в Аппингемской школе. Он получал самые высокие баллы по английскому языку, истории и географии, но провалил их все. Он перешёл в специальную школу для прохождения подготовительных курсов в Брайтоне, получив низкие баллы по английскому языку и истории.
Штайн частично прошёл стажировку по управлению гостиничным бизнесом в British Transport Hotels в отеле Great Western Royal в Паддингтоне. Там он работал в качестве шефа в течение шести месяцев. Его отец покончил жизнь самоубийством, когда Штайну было 19 лет, после чего он отправился в Австралию, где работал разнорабочим на скотобойне и клерком в военно-морской области. В то время он побывал в Новой Зеландии и Мексике, чтобы скоротать время.
Оставаясь в одиночестве, он много читал, что отразилось на его отношении к образованию, поступил в Новый колледж в Оксфорде, где в 1971 году получил степень. Вскоре после этого переехал в Падстоу.

## Карьера

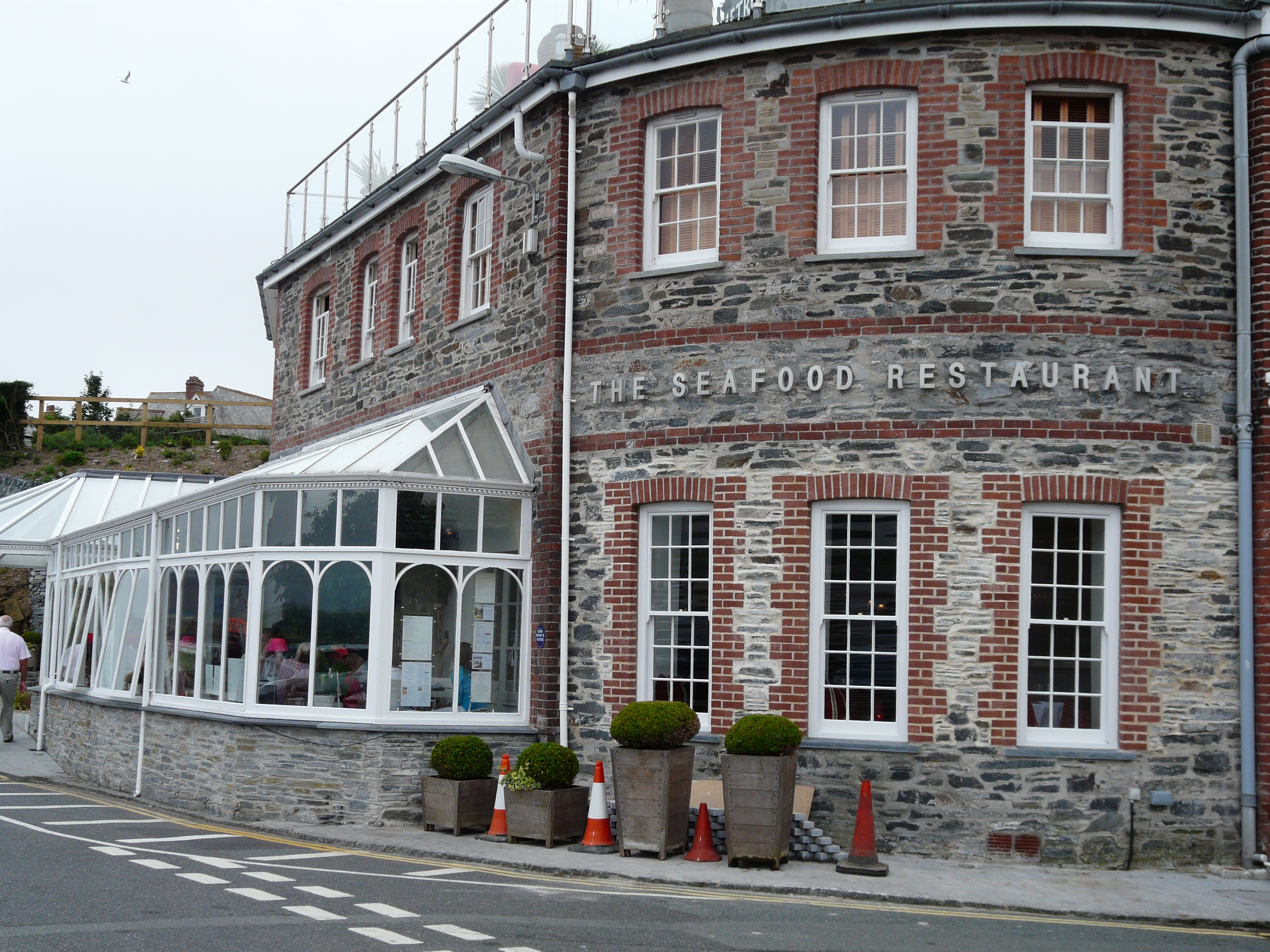
Rick Stein’s Seafood Restaurant, Padstow

После окончания обучения Штайн с другом Джонни переделал дискотеку, открытую им будучи студентом, в ночной клуб на набережной. Он стал известен благодаря сублимированному карри. Однако ночной клуб потерял лицензию и был закрыт полицией, в основном из-за частых ссор с местными рыбаками. Но у них по-прежнему оставалась лицензия на ресторан в другой части здания, так что они продолжили деятельность во избежание банкротства. Штайн руководил кухней, используя опыт, полученный им в качестве шеф-повара. В конце концов, в 1975 году, Штайн с женой Джилл превратили этот ресторан в бистро морской кухни «Ресторан морепродуктов» с видом на залив. По состоянию на 2015 год его бизнес составляют бистро, кафе, ресторан морских деликатесов, кондитерский магазин, магазин подарков и кулинарная школа. Из-за его влияния на экономику Падстоу (Padstow) он был прозван «Padstein».
В 2009 году Штайн приобрёл здание паба на окраине деревни Сент-Меррина, в 3,5 милях от Падстоу, намереваясь сохранить его как традиционный корнуэльский паб.
В октябре 2009 Штайн и его будущая вторая жена (в то время невеста) Сара Барнс открыли «Rick Stein at Bannisters» в Моллимуке, на южном берегу Нового Южного Уэльса в Австралии. Во время открытия Штайн сказал: «С тех пор, как в шестидесятые годы я провёл незабываемые выходные, поедая устриц в Памбула, у меня в голове запечатлелся образ чистого синего моря и сладких морепродуктов Южного побережья, поэтому, когда я познакомился с Моллимуком около шести лет назад, я знал, что в один прекрасный день я открою ресторан местной рыбы и моллюсков, но при этом всё будет очень просто».
В ноябре 2014 года Штайн и его партнёр Джилл арендовали бывший ресторан «Clay Quay» в гавани Портлевен, переименовав его в «Рик Штайн».
Штайн стал популярным телеведущим. После появления в 1984 году в шоу Кита Флойда «Floyd On Fish» в качестве приглашённого шефа, ему удалось презентовать его собственное шоу. Его шоу включили серии: Вкус моря Рика Штайна, Морские фрукты, Одиссея морепродуктов, Свежая еда, Гид любителей морепродуктов, Герои еды, Французская одиссея, Средиземноморская одиссея, Дальневосточная одиссея, Испания Рика Штайна и Индия Рика Штайна (в оригинале: Rick Stein’s Taste of the Sea, Fruits of the Sea, Seafood Odyssey, Fresh Food, Seafood Lovers' Guide, Food Heroes, French Odyssey, Mediterranean Escapes, Far Eastern Odyssey, Rick Stein’s Spain и Rick Stein’s India). До 2007 года Штайна часто сопровождала его собака джек-рассел-терьер Чалки.
Большая часть телевизионных работ Штайна была выпущена на кассетах VHS или DVD, но BBC ещё не выпустила некоторые из первых новаторских серий. К каждой серии прилагалась книга, и его книга «English Seafood Cookery» была удостоена премии Glenfiddich в номинации «Пищевая книга года» в 1989 году. В 2003 году Штайн был удостоен Ордена Британской империи за заслуги перед туризмом в Корнуолле.
22 июня 2020 года было подтверждено, что ресторан Штайна в Портлвене, Корнуолл, будет навсегда закрыт из-за пандемии COVID-19. Ресторан был закрыт с марта 2020 года. В июле было объявлено, что шеф-повар Майкл Кейнс возглавит ресторан.

## Частная жизнь

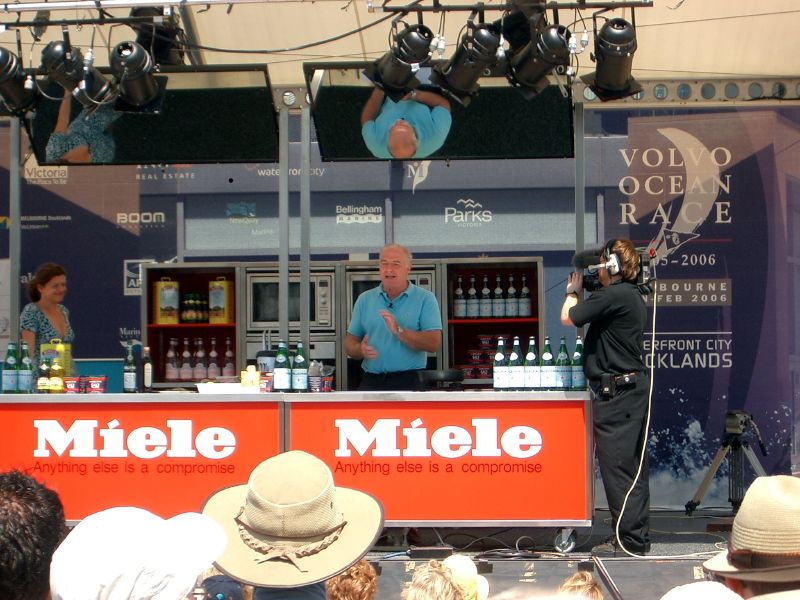
Рик Штейн в 2006 году на кулинарной демонстрации в Мельбурне, Австралия

В 1965 году, когда Штайну было 18 лет, его отец, бывший управляющий директор компании Distillers, покончил с собой, прыгнув со скалы, недалеко от семейного дома отдыха в Тревосе, так как страдал биполярным расстройством.
Штайн встретил свою первую жену Джилл Ньюстед в Падстоу. Они поженились в 1975 году и открыли свой ресторанный и гостиничный бизнес. У Штайна от Джилл трое сыновей: Эдвард, Джек и Чарльз, которые участвуют в семейном бизнесе.
Он познакомился с Сарой Бернс, которая была на 20 лет младше его, в Австралии в 1997 году, когда она работала менеджером по рекламе в журнале Australia Gourmet Traveler. У него и Сары был пятилетний роман, прежде чем Джилл узнала об этом, а затем развелась с Риком в 2007 году, но согласились продолжать вести бизнес вместе. Рик и Сара поженились 7 октября 2011 года.

### Благотворительность
Штайн является меценатом молодёжного благотворительного проекта в Падстоу, South West PESCA (Duchy Fish Quota Co.), национальной миссии глубоководных рыбаков, национального института береговых исследований, фонда исследования дислексии и национального фонда.

## Публикации
- English Seafood Cookery, 1988 (книга получила премию Книга года в 1989 году).
- A Beginner’s Guide to Seafood, 1992 (Глава 4 «Гид морской кухни»).
- Beach to Belly, 1994 (предисловие).
- Taste of the Sea, 1995 (Книга года по версии André Simon в 1996 году).
- Good Food Award Best Cookery Book, 1995/1996.
- Rick Stein Fish, 10 рецептов 1996.
- Fruits of the Sea, 1997 (ISBN 0-563-38457-3).
- Rick Stein’s Seafood Odyssey, 1999 (ISBN 978-0-563-38440-3).
- Rick Stein’s Seafood Lovers’ Guide, 2000 (ISBN 0-563-48871-9).
- Rick Stein’s Seafood, 2001.
- Gourmand World Cookbook Awards, 2001 — победитель в номинациях: Лучшие морепродукты и рыба в Англии; Лучшие в мире рыба и морепродукты.
- My Favourite Seafood Recipes, 2002 (Marks and Spencers cookery book).
- Rick Stein’s Food Heroes, 2002 (Gourmand World Cookbook Awards 2002 — победитель в номинациях: Лучшая книга местных кулинарных рецептов, Лучшая кулинарная книга года в Великобритании).
- Rick Stein’s Guide to the Food Heroes of Britain, (ISBN 0-563-52175-9) 2003 (Gourmand World Cookbook Awards 2003 — победитель в номинации: Лучший гид).
- Rick Stein’s Food Heroes, Another Helping, 2004.
- Rick Stein’s Complete Seafood (ISBN 1-58008-568-7) победитель James Beard Foundation Award 2005 как кулинарная книга года.
- Rick Stein’s Mediterranean Escapes (ISBN 0-563-49366-6), 2007.
- Rick Stein Coast to Coast (ISBN 9781846076145), 2008.
- Rick Stein’s «Far Eastern Odyssey» 2009.
- My Kitchen Table: Rick Stein’s 100 Fish and Seafood Recipes (ISBN 9781849901581), 2011.
- Rick Stein’s Spain (ISBN 9781849901352), 2011.
- Rick Stein’s India (ISBN 978-1849905787), 2013.
- Under a Mackerel Sky: A Memoir 2013.

## Телевидение
- Floyd on Fish, BBC TV, 1985 (первое появление Стейна на телевидение, Флойд несколько раз назвал его Ником).
- Floyd on Food, BBC TV, 1986.
- Taste of the Sea, BBC TV, 1995.
- Fruits of the Sea, BBC TV, 1997.
- Great Railway Journeys, BBC TV 1999.
- Rick Stein’s Seafood Odyssey, BBC TV, 1999.
- Fresh Food, BBC TV, 1999.
- Personal Passions, BBC TV 1999.
- Food & Drink', BBC TV, 1999.
- Rick Stein’s Seafood Lover’s Guide, BBC TV, 2000.
- Jacob’s Creek World Food Media Awards.
- Friends for Dinner, BBC TV, 2000.
- Rick Stein on Fishing, ITV, 2001.
- Rick Stein’s Food Heroes, BBC TV, 2002.
- Rick Stein’s Food Heroes, Another Helping, BBC TV октябрь 2003, серия 2 BBC TV февраль 2004.
- Rick Stein’s Fish Love, UKTV Fish август 2004.
- Rick Stein’s French Odyssey, май 2005.
- Betjeman and Me: Rick Stein’s Story, август 2006.
- Rick Stein and the Japanese Ambassador, BBC Two, 2006.
- Rick Stein in Du Maurier Country, BBC Two, май 2007.
- Fishy Treats and Simple Eats, Japanese Food Network, осень 2007.
- Rick Stein’s Mediterranean Escape, BBC Two, 8 August 2007.
- Rick Stein’s Far Eastern Odyssey, BBC Two, июль 2009.
- Rick Stein’s Christmas Odyssey, BBC Two, декабрь 2009.
- Rick Stein’s Food of the Italian Opera, BBC HD, июнь 2010.
- Rick Stein’s Cornish Christmas, BBC Two, декабрь 2010.
- Rick Stein’s Spain, BBC Two, июль 2011.
- Rick Stein Tastes The Blues, BBC Four, ноябрь 2011.
- Rick Stein’s India, BBC Two, июнь 2013.
- Rick Stein’s German Bite, BBC Two, август 2013.
- Rick Stein: From Venice to Istanbul, BBC Two, август 2015.
- Rick Stein: Australia episode of A Cook Abroad, BBC Two, март 2015.
- Rick Stein’s Taste of Shanghai, BBC Two, февраль 2016.
- Rick Stein’s Long Weekends, BBC Two, май 2016.

## DVD
- Rick Stein’s Spain (1996).
- Rick Stein’s French Odyssey (2005).
- Rick Stein’s Mediterranean Escapes (2009).

## Награды
В роли ресторатора:
- RAC/Sunday Times Taste of Britain Best Restaurant Award 1984.
- Decanter Magazine Ресторан года 1989.
- The Good Hotel Guide Cesar Award 1995.
- Egon Ronay Guide Ресторан года 1996.
- Hotel & Restaurant Magazine Seafood Ресторан года 1998, 1999, 2000, 2001 & 2003.
- AA Award — English Seafood Ресторан года 2002.

Личные:
- The Good Food Award Television and Radio Personality — 1995/1996.
- The England for Excellence Awards — Outstanding Contribution to Tourism Award — 1988—1998.
- Caterer and hotelkeeper 1999 Chef Award — Шеф года The Catey Awards.
- AA Guide Chefs' Chef of the Year 1999—2000.
- Waterford Wedgwood Hospitality Award — 1999.
- The Glenfiddich Trophy — 2001.
- The Cornwall Tourist Award — A special award for outstanding services to Cornwall 2002.
- OBE — New Year’s Honour 2003: For services to West Country Tourism.
- CatererSearch 100 — 14th most influential chef in UK in 2005[10].